# Giorgio II di Pomerania
Giorgio II di Pomerania, in tedesco Georg II von Pommern (Barth, 30 gennaio 1582 – Rügenwalde, 27 marzo 1617) è stato un nobile tedesco.
Fu duca di Pomerania, con titolo di "non reggente" dal 1606 al 1617, con suo fratello Bogislao XIV.

## Biografia
Giorgio era un membro dell'ultima generazione della casa regnante dei Greifen in Pomerania. Nacque nel 1582 da figlio minore del duca Bogislao XIII e dalla sua prima moglie, Clara di Brunswick. George e i suoi fratelli concordarono sulla divisione dell'eredità dopo la morte del loro padre. In seguito all'accordo del 1º ottobre 1606 il fratello maggiore, Filippo II (1573-1618) era il duca regnante di Pomerania-Stettino, Francesco (1577-1620) era un vescovo protestante di Cammin. Giorgio insieme al fratello maggiore Boghislao XIV (1580-1637) ricevette il distretto di Rügenwalde. Il fratello più giovane Ulrich inizialmente ricevette solo una pensione annuale.
A Rügenwalde, Giorgio si occupava esclusivamente di caccia e non prendeva parte agli affari di stato. Perse la vista al suo occhio sinistro, sparando con una pistola.
Il duca Giorgio non fu mai sposato. Morì nel 1617 a Buckow nel suo distretto di Rügenwalde e fu sepolto nella chiesa del castello a Stettino.

## Ascendenza
|                                                        |                                                |                                                         | Genitori                                              |  |  | Nonni |  |  | Bisnonni                         |  |  | Trisnonni                              |  |
|                                                        |                                                |                                                         |                                                       |  |  |       |  |  | 8. Georg I, IX duca di Pomerania |  |  | 16. Bogislaw X, VIII duca di Pomerania |  |
|                                                        |                                                |                                                         |                                                       |  |  |       |  |  | 8. Georg I, IX duca di Pomerania |  |  | 16. Bogislaw X, VIII duca di Pomerania |  |
|                                                        |                                                | 17. principessa Anna Jagiellonka                        |                                                       |  |  |       |  |  | 8. Georg I, IX duca di Pomerania |  |  |                                        |  |
| 4. Philipp I, I duca di Pomerania-Wolgast              |                                                |                                                         |                                                       |  |  |       |  |  | 8. Georg I, IX duca di Pomerania |  |  |                                        |  |
|                                                        |                                                | 9. principessa Amalie von der Pfalz                     | 18. Philipp, XXIX elettore e conte palatino del Reno  |  |  |       |  |  |                                  |  |  |                                        |  |
|                                                        |                                                | 9. principessa Amalie von der Pfalz                     | 18. Philipp, XXIX elettore e conte palatino del Reno  |  |  |       |  |  |                                  |  |  |                                        |  |
|                                                        |                                                | 9. principessa Amalie von der Pfalz                     | 19. principessa Margarete von Bayern-Landshut         |  |  |       |  |  |                                  |  |  |                                        |  |
| 2. Bogislaw XIII, I duca di Pomerania-Barth            |                                                | 9. principessa Amalie von der Pfalz                     |                                                       |  |  |       |  |  |                                  |  |  |                                        |  |
|                                                        |                                                | 10. Johann, X principe elettore di Sassonia             | 20. Ernst, VIII principe elettore di Sassonia         |  |  |       |  |  |                                  |  |  |                                        |  |
|                                                        |                                                | 10. Johann, X principe elettore di Sassonia             | 20. Ernst, VIII principe elettore di Sassonia         |  |  |       |  |  |                                  |  |  |                                        |  |
|                                                        |                                                | 10. Johann, X principe elettore di Sassonia             | 21. duchessa Elisabeth von Bayern-München             |  |  |       |  |  |                                  |  |  |                                        |  |
| 5. principessa Maria von Sachsen                       |                                                | 10. Johann, X principe elettore di Sassonia             |                                                       |  |  |       |  |  |                                  |  |  |                                        |  |
|                                                        |                                                | 11. principessa Margarete von Anhalt-Köthen             | 22. Waldemar VI, IX principe di Anhalt-Köthen         |  |  |       |  |  |                                  |  |  |                                        |  |
|                                                        |                                                | 11. principessa Margarete von Anhalt-Köthen             | 22. Waldemar VI, IX principe di Anhalt-Köthen         |  |  |       |  |  |                                  |  |  |                                        |  |
|                                                        |                                                | 11. principessa Margarete von Anhalt-Köthen             | 23. contessa Margarete von Schwarzburg-Sondershausen  |  |  |       |  |  |                                  |  |  |                                        |  |
| 1. Georg II, IV duca di Pomerania-Rügenwalde           |                                                | 11. principessa Margarete von Anhalt-Köthen             |                                                       |  |  |       |  |  |                                  |  |  |                                        |  |
|                                                        | 12. Heinrich I, XIV duca di Brunswick-Lüneburg | 24. Otto V, XIII duca di Brunswick-Lüneburg             |                                                       |  |  |       |  |  |                                  |  |  |                                        |  |
|                                                        | 12. Heinrich I, XIV duca di Brunswick-Lüneburg | 24. Otto V, XIII duca di Brunswick-Lüneburg             |                                                       |  |  |       |  |  |                                  |  |  |                                        |  |
|                                                        | 12. Heinrich I, XIV duca di Brunswick-Lüneburg | 25. contessa Anna von Nassau-Dillenburg                 |                                                       |  |  |       |  |  |                                  |  |  |                                        |  |
| 6. Franz, I duca di Brunswick-Lüneburg-Gifhorn         | 12. Heinrich I, XIV duca di Brunswick-Lüneburg |                                                         |                                                       |  |  |       |  |  |                                  |  |  |                                        |  |
|                                                        |                                                | 13. principe Margarete von Sachsen                      | 26. Ernst, VIII principe elettore di Sassonia (= 20)  |  |  |       |  |  |                                  |  |  |                                        |  |
|                                                        |                                                | 13. principe Margarete von Sachsen                      | 26. Ernst, VIII principe elettore di Sassonia (= 20)  |  |  |       |  |  |                                  |  |  |                                        |  |
|                                                        |                                                | 13. principe Margarete von Sachsen                      | 27. duchessa Elisabeth von Bayern-München (= 21)      |  |  |       |  |  |                                  |  |  |                                        |  |
| 3. principessa Klara von Braunschweig-Lüneburg-Gifhorn |                                                | 13. principe Margarete von Sachsen                      |                                                       |  |  |       |  |  |                                  |  |  |                                        |  |
|                                                        |                                                | 14. Magnus I, IV duca di Sassonia-Lauenburg             | 28. Johann V, III duca di Sassonia-Lauenburg          |  |  |       |  |  |                                  |  |  |                                        |  |
|                                                        |                                                | 14. Magnus I, IV duca di Sassonia-Lauenburg             | 28. Johann V, III duca di Sassonia-Lauenburg          |  |  |       |  |  |                                  |  |  |                                        |  |
|                                                        |                                                | 14. Magnus I, IV duca di Sassonia-Lauenburg             | 29. principessa Dorothea von Brandenburg              |  |  |       |  |  |                                  |  |  |                                        |  |
| 7. principessa Klara von Sachsen-Lauenburg             |                                                | 14. Magnus I, IV duca di Sassonia-Lauenburg             |                                                       |  |  |       |  |  |                                  |  |  |                                        |  |
|                                                        |                                                | 15. principessa Katharina von Braunschweig-Wolfenbüttel | 30. Heinrich IV, I principe di Brunswick-Wolfenbüttel |  |  |       |  |  |                                  |  |  |                                        |  |
|                                                        |                                                | 15. principessa Katharina von Braunschweig-Wolfenbüttel | 30. Heinrich IV, I principe di Brunswick-Wolfenbüttel |  |  |       |  |  |                                  |  |  |                                        |  |
|                                                        |                                                | 15. principessa Katharina von Braunschweig-Wolfenbüttel | 31. duchessa Katharina von Pommern-Wolgast            |  |  |       |  |  |                                  |  |  |                                        |  |
|                                                        |                                                | 15. principessa Katharina von Braunschweig-Wolfenbüttel |                                                       |  |  |       |  |  |                                  |  |  |                                        |  |